# Амара-коша
«Амара-коша» (санскр. अमरकोश: IAST: Amarakośa, Словарь Амары; «Амара» — имя автора, означает «бессмертный», «коша» — словарь, также сокровище, шкатулка, коллекция), другое название «Намалинганушасана» (санскр. नामलिङ्गानुशासनम्: IAST: Nāmaliṅgānuśāsanam), от «нама-линга-ану-шасана» — наставление о существительных и грамматических рода́х) — первый и самый важный санскритский тезаурус, составленный джайнистским или буддистским мудрецом Амара Синхой. Содержит 10 тысяч слов.

## Содержание
Структура словаря основывается не на нейтральном алфавитном порядке, а на мировоззрении автора. «Амара-коша» написана в стихах, которые можно легко запомнить. Она разделена на три кханды (раздела), которые делятся на варгасы (части), а те на секции.
Первый раздел, «Сваргади-кханда» (Книга о небе и прочем) содержит слова, относящиеся к богам и Небесам. Она начинается со стиха, описывающего различные имена Небес: Сва, Авья, Сварга, Нака, Тридива, Тридасалая и т. д. Второй стих описывает различные слова, эквивалентные слову Бог. Пятый и шестой стихи дают различные имена Гаутамы Будды.
Вторая, «Бхуваргади-кханда» (Книга о земле и прочем) касается слов о земле, поселениях, растениях, животных и людях. Она делится на десять варгасов: «Бху-варга» (земля), «Пура-варга» (города), «Шаила-варга» (горы), «Ваношади-варга» (леса и лекарственные травы), «Симхади-варга» (львы и другие животные), «Манушиа-варга» (люди), «Брахма-варга» (брахманы), «Кшатрия-варга» (кшатрии), «Вайшья-варга» (вайшьи) и «Шудра-варга» (шудры). Человек сначала рассматривается как живое существо, а затем как существо общественное.
Третья, «Саманьядхи-кханда» (Сборная книга) включает слова, связанные с грамматикой и др. Она содержит прилагательные, глаголы, слова для молитвы, официальные выражения и т. п.

## Переводы
Словарь стал известен европейским учёным лишь когда в 1798 году в Риме была опубликована его первая часть. Полностью он был издан с переводом на английский язык в 1808 году санскритологом Г. Т. Коулбруком. В 1839 году вышел французский перевод, выполненный А. Л. Делоншаном (фр. A. L. Deslongchamps).